# Kreischberg
Kreischberg – szczyt w Alpach Gutktalskich, paśmie Alp Noryckich, części Alp Wschodnich. Leży w środkowej Austrii, w Styrii, w powiecie Murau, blisko granicy z Karyntią. Na zboczach góry Kreischberg i sąsiadującej z nią Rosenkranzhöhe (2118 m) znajduje się ośrodek narciarski. U podnóży Kreischberg leży miasteczko Murau.
Często odbywają się tu zawody Pucharu Świata w narciarstwie dowolnym oraz Pucharu Świata w snowboardzie. W 2003 r. odbyły się tutaj piąte mistrzostwa świata w snowboardzie. 
W 2015 r. odbyły się tutaj mistrzostwa świata w snowboardzie oraz mistrzostwa świata w narciarstwie dowolnym.